# DCC – Design & Construction College
DCC – Design & Construction College är en del av Hermods AB och driver gymnasieskolor på fyra stycken orter: Stockholm, Malmö, Västerås och Helsingborg.
Gymnasieskolan har funnits sedan 2009 med gymnasieprogrammen samhällsvetenskapsprogrammet, teknikprogrammet, estetiska programmet, hotell- och turismprogrammet, handels- och administrationsprogrammet, hantverksprogrammet, el- och energiprogrammet samt bygg- och anläggningsprogrammet.